# Charlotte Bourlard
Charlotte Bourlard, née le 11 juillet 1984 à Liège, est une romancière et nouvelliste belge.

## Biographie
Charlotte Bourlard est née à Liège et y vit depuis sa naissance. Elle a suivi des études de lettres.

## Publications

### Romans
- L'Apparence du vivant, éd. Inculte, janvier 2022  (ISBN 978-2360-84143-1)
  - « Prix Sade » 2022
  - « Prix Espiègle » 2023
- À trois, on saute, éd. Au diable vauvert, mars 2025  (ISBN 979-10-307-0721-2)

### Nouvelles
- Détail des circonstances, in anthologie Les Nouveaux Déviants, octobre 2024.
- Derrière les fagots, in anthologie Anthologie des Imaginales 2025, avril 2025.